# VNS Matrix
VNS Matrix (pronunciado VeNuS Matrix) fue un colectivo feminista de artistas y activistas fundado en Adelaida, Australia, en 1991, por Josephine Starrs, Julianne Pierce, Francesca da Rimini y Virginia Barratt. Su trabajo incluía instalaciones, eventos y pósteres distribuidos a través de Internet, revistas, y carteleras. Planteando su punto de salida en una sexualizada y sexualmente provocativa relación entre mujeres y tecnología sus trabajos cuestionaban de manera subversiva los discursos de dominación y control en el espacio cibernético en expansión. El grupo está acreditado como el primer grupo de artistas que utilizó la palabra ciberfeminismo para describir su práctica.

## Trayectoria
VNS Matrix fue un grupo de arte feminista australiano activo de 1991 a 1997. Su práctica de activista estuvo centrada principalmente en el papel de las mujeres en la tecnología y el arte, específicamente «la dominación de género y el control de las nuevas tecnologías» explorando «la construcción de espacio social, identidad y sexualidad en el ciberespacio».
Alex Galloway investigadora y artista recoge en su texto Informe sobre ciberfeminismo. Sadie Plant y VNS Matrix: análisis comparativo la versión que Francesca da Rimini ofrece sobre el nacimiento del grupo:

Como toda buena historia de coagulación, empieza con fluidos viscosos y quizás terminará en sangre. Vivo en una pequeña localidad al borde del desierto australiano, un lugar de mentiras y susurros con un vientre palpablemente palpitante… Era el verano del 91. Desde luego, no era el verano del amor. Éramos cuatro chicas. Teníamos calor, nos aburríamos y éramos pobres (para mí, las cosas han cambiado poco, excepto que ya no me aburro). Decidimos irrumpir en el cártel del porno y hacer algo de chick porn (porno de mujeres). Creamos unas imágenes usando ordenadores robados: Beg, Bitch, Fallen y Snatch. Decidimos que era más divertido jugar con ordenadores que mirarnos continuamente el chichi y así Velvet Downunder se convirtió en VNS Matrix. Etiquetamos el virus del nuevo desorden mundial impulsadas por el vino tinto y las babas vaginales (que sólo podían reponerse si nos dedicábamos con frecuencia a actividades placenteras).
Francesca da Rimini

Uno de sus primeros trabajos fue una valla publicitaria de 6 x 18 pies (1,82 x 5,4 metros) anunciando «el clitoris es una línea directa a la matriz...». En 1991,  escribieron el Manifiesto ciberfeminista para el Siglo XXI. Aunque el manifesto se diseñó para Internet— y se colgó en varias webs—también circuló a través de medios de comunicación tradicionales, incluyendo emisiones radiofónicas, televisión, en pósteres en público espacios y publicado en anuncios impresos en revistas.

En 1991, en una acogedora ciudad Australiana llamada Adelaide, cuatro niñas aburridas decidieron divertirse con el arte y la teoría feminista francesa. Crearon una especie de mini corporación, VNS Matrix, su primer texto/obra de arte: "A cyberfeminist manifesto for the 21st Century"; realizado como homenaje a Donna Haraway, giraba alrededor de la idea de cyberfeminismo. Como muchas consignas corporativas, el cyberfeminismo cuajó, y como una ola de grrrl gloria esparció sus tentáculos hasta lugares lejanos.
Julianne Pierce 

### Primer manifiesto Ciberfeminista para elsigloXXI
En 1991, el grupo artístico presentó un manifiesto ciberfeminista desde un lenguaje transgresor y atrevido, con influencias claras de Donna Haraway y su Manifiesto Cyborg publicado en 1987, además, este primer manifiesto ciberfeminista rindió homenaje a ella, en el que VNS Matrix se proclaman a favor del arte a través de la mujer, rompiendo las concepciones patriarcales, considerándose como «el virus del nuevo desorden mundial» a través del mundo cibernético, afirmando su deseo por romper lo simbólico desde el interior, desde el mundo virtual, una declaración rebelde que formaba parte de la apuesta por conseguir descifrar las narrativas de dominación y control que rodean a la tecnología, este manifiesto fue la primera apuesta de muchas de las que el grupo artístico feminista realizó.
Desde la aparición de esta primera diatriba, el movimiento ciberfeminista empezó a crecer y a cambiar de dirección. Llegó a Europa y el 20 de septiembre de 1997, se celebró la Primera Internacional Ciberfeminista en la Documenta X.

### Todo Nuevo Gen
En 1993 VNS Matrix presentó la instalación artística/videojuego All New Gen (Todo Nuevo Gen) en la Galería Fundación de Arte Experimental en Adelaida que tuvo una importante repercusión nacional y buenas críticas.

Welcome to the world of ALL NEW GEN: the radically transgressive, interactive computer game for non-specific genders. Thank you for playing. You are invited to join All New Gen and her DNA Sluts—the super powerful Patina de Panties, Dentata, and the Princess of Slime—in their battle against Big Daddy Mainframe and his technobimbo sidekicks—Circuit Boy, Streetfighter and other total dicks—whom you will encounter in the Contested Zone. This is a zone where gender is a shufflable six-letter word and power is no longer centered in a specific organization.
VNS Matrix

La primera pregunta para los jugadores de Todo Nuevo Gen es: ¿Cuál es tu género?  Male (Macho), Female (Hembra), Neither (Ninguno). «Ninguno» es la respuesta correcta, si en vez de ésta se elige ícono Macho o Hembra se inicia un bucle que expulsa a los participantes del juego. En 1994 Todo Nuevo Gen se presentó con éxito en el Simposio Internacional de Arte Electrónico en Helsinki después de exponerse en numerosas galerías y espacios artísticos de Australia, Europa, Estados Unidos, Canadá y Japón. VNS Matrix recibió posteriormente una subvención de $100 000 de la Comisión Australiana de Cine para desarrollar un prototipo de CD-ROM del juego para distribución internacional llamado Código Malo, que incluyó numerosas mejoras entre ellas nuevas sofisticadas imágenes, gráficos en 3D, animaciones, video secuencias, caracteres y zonas.